# Regał paletowy
Regał paletowy – regał magazynowy służący do składowania ładunków umieszczonych na paletach. Funkcją wszystkich regałów magazynowych – w tym także paletowych – jest maksymalizacja wykorzystania dostępnej przestrzeni w magazynie, czyli umożliwienie składowania jak największej ilości zapasów na danej powierzchni magazynowej.

## Rodzaje regałów paletowych

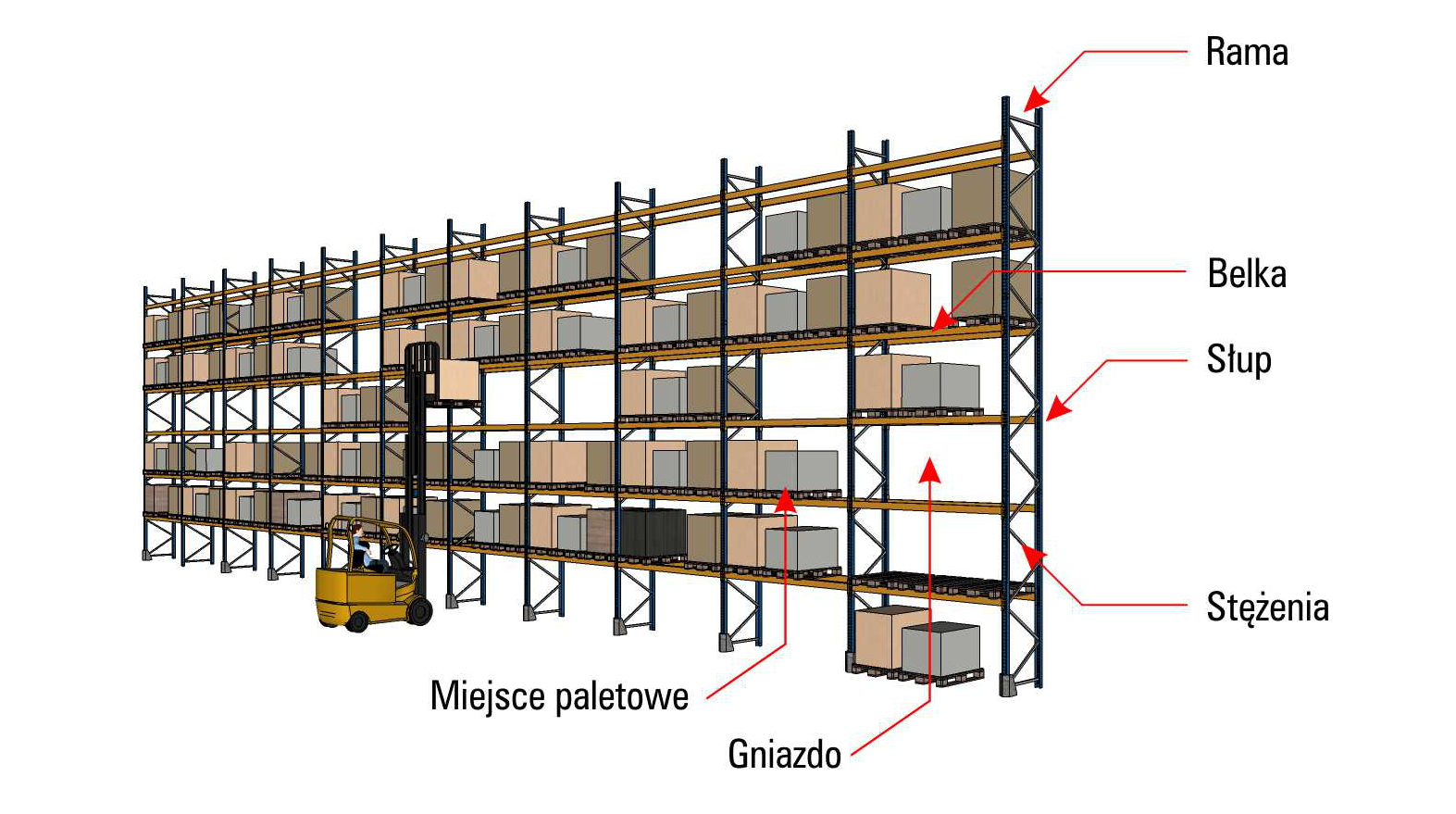
Podstawowe elementy konstrukcyjne regałów paletowych o zmiennej konfiguracji

We współczesnym obrocie towarowym funkcjonuje kilkanaście rodzajów regałów służących do składowania spaletyzowanych ładunków. Do najczęściej stosowanych regałów paletowych zalicza się: regały o zmiennej konfiguracji (z szerokimi i wąskimi alejkami), wjezdne, przepływowe, wsuwne, przesuwne i satelitarne.

### Regały paletowe o zmiennej konfiguracji

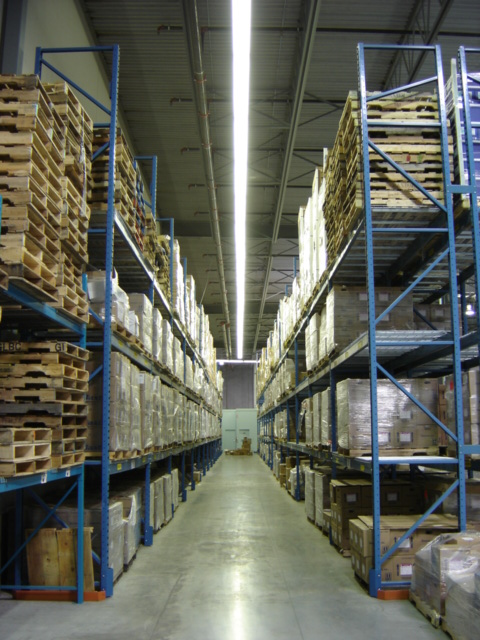
Regał paletowy o zmiennej konfiguracji

W regałach paletowych o zmiennej konfiguracji (ang. APR – adjustable pallet racking) palety z ładunkiem składowane są na poziomych belkach, przymocowanych do pionowych słupów (w tzw. gniazdach paletowych). Słupy są na stałe przymocowane do posadzki magazynu za pomocą kotew, co sprawia, że w trakcie eksploatacji regał pozostaje nieruchomy. Zmienność konfiguracji polega na stosunkowo prostej możliwości zmiany wymiarów gniazda paletowego poprzez przewieszenie belek na inną wysokość lub wymianę na inną długość.
Regały paletowe o zmiennej konfiguracji instalowane są w magazynach w dwóch konfiguracjach:
- z szerokimi alejkami – z drogami manipulacyjnymi o szerokości ok. 3,2–3,6 m, które umożliwiają używanie dowolnego urządzenia transportowego (np. wózka jezdniowego)[2];
- z wąskimi alejkami – z drogami manipulacyjnymi o szerokości ok. 1,6 m. Węższe alejki zwiększają poziom wykorzystania powierzchni magazynowej, ale wymuszają stosowanie tzw. wózków systemowych (z widłami skierowanymi w stronę boku pojazdu) lub automatycznych układnic[6].

### Regały wjezdne i przejezdne

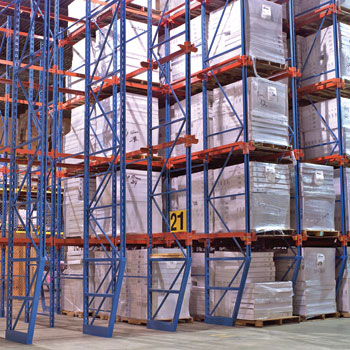
Regał wjezdny

W regałach wjezdnych (ang. drive in) i przejezdnych (ang. driver through) korytarze operacyjne wózka widłowego są jednocześnie kanałami składowania, tzn. wózek widłowy wraz z paletą wjeżdża w głąb konstrukcji regału. Regały wjezdne stosuje się do składowania blokowego, w którym nie ma dostępu do pojedynczej jednostki ładunkowej. Dlatego też wykorzystywane są przy składowaniu zapasów o niewielkiej liczbie pozycji asortymentowych i znacznej liczbie jednostek ładunkowych danego asortymentu.
Regały instalowane są w dwóch konfiguracjach:
- drive in – z dostępem do palet z jednej strony regału (rotacja zapasów w modelu LIFO),
- driver through – z dostępem do palet z obu stron regału (rotacja zapasów w modelu FIFO)[7].

### Regały przepływowe (grawitacyjne)

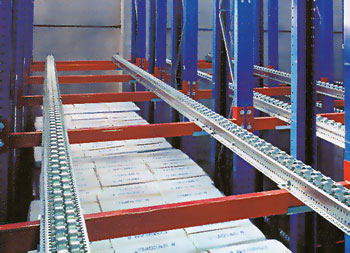
Regał przepływowy

W regałach przepływowych (ang. pallet live storage) palety ładowane są na regał w strefie załadowczej, a następnie – na rolkach, siłą grawitacji – przesuwają się w głąb regału i dalej na jego przeciwległy koniec do strefy odbiorczej. Stosowane są tam, gdzie nie jest konieczne zachowanie FIFO, lecz gdzie duża ilość towaru musi zostać rozmieszczona na małej powierzchni.

### Regały wsuwne
W regałach wsuwnych (ang. push-back pallet racking) każdy kanał składowania wyposażony jest w zespół wózków, poruszających się w głąb regału na szynach. Ładowana paleta przesuwa na wózku paletę znajdującą się za nią o jedno miejsce w głąb kanału. Regały tego typu najczęściej służą jako magazyny buforowe w zakładach produkcyjnych.

### Regały przesuwne
W regałach przesuwnych (ang. mobile pallet racking) rzędy regałów umieszczone są na szynach zainstalowanych na posadzce magazynu. Aby dostać się do żądanej jednostki paletowej, należy przesunąć cały blok regałowy, aby utworzyć drogę manipulacyjną umożliwiającą dostęp do ładunku. Regały te instalowane są w miejscach, w których przechowywane są małe ilości ładunków o dużej różnorodności asortymentowej.

### Regały satelitarne (wahadłowe)
Zasada działania regałów satelitarnych (ang. shuttle pallet racking) jest zbliżona do działania regałów wsuwnych, przy czym palety z ładunkiem transportowane są za pomocą sterowanego radiowo wózka z własnym napędem.

## Konstrukcja regałów paletowych
Mimo różnorodnych zasad działania, konstrukcja wszystkich rodzajów regałów paletowych jest do siebie bardzo zbliżona i opiera się na wspólnych elementach: pionowych ramach, składających się ze słupów połączonych stężeniami oraz poziomych belkach zamocowanych do słupów i tworzących poziom składowania.
Ze względu na swoją konstrukcję regały paletowe zalicza się do grupy regałów magazynowych: ramowych (zasadniczym elementem konstrukcyjnym jest opisany wyżej powtarzający się układ ramowy) oraz bezpółkowych (jednostki ładunkowe składowane są bezpośrednio na poprzeczkach nośnych).
Regały paletowe instalowane są w rzędach (pojedynczych lub podwójnych), czyli ciągach połączonych ze sobą kolumn regałowych. Przestrzeń pomiędzy rzędami to drogi transportowe, którymi poruszają się wózki widłowe. Palety składowane są w gnieździe, tj. przestrzeni na regale ograniczonej po bokach ramami, a z góry i dołu belkami. W każdym gnieździe znajduje się od 1 do 4 miejsc paletowych.